# Hipocrás

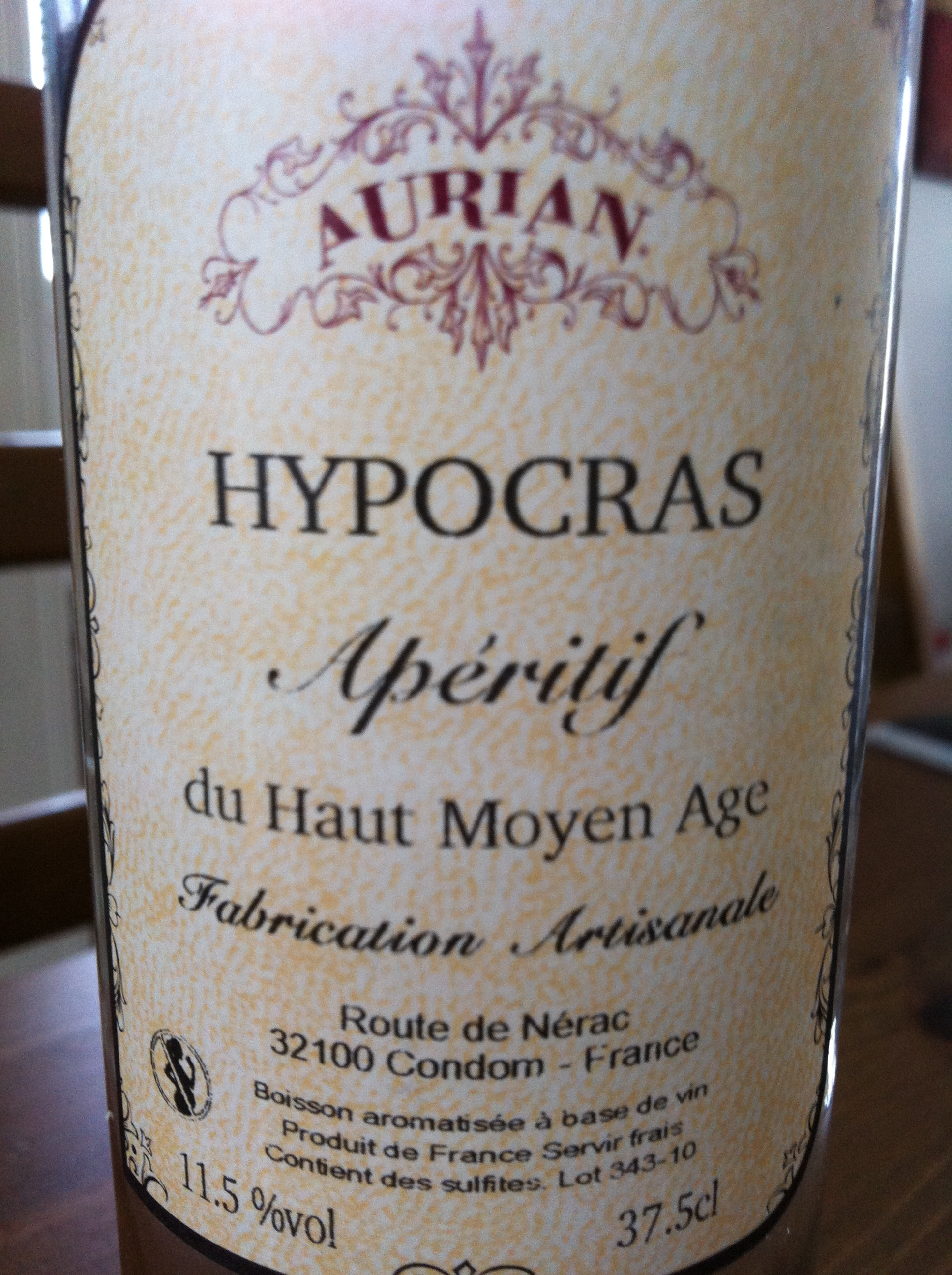
Botella de hipocrás

El hipocrás o vino hipocrás era una bebida popular en la Edad Media en toda Europa hasta bien llegado el siglo XVIII. Tenía como principales ingredientes el vino y la miel (empleado como un edulcorante de la bebida, ya que el azúcar era considerado en la cocina medieval como un lujo reservado a muy pocos) y se le añadía algunas especias como nuez moscada, canela, clavo, jengibre, pimienta negra, etc. La tradición atribuye su invención al médico griego Hipócrates, del siglo V a. C., de ahí el nombre de la bebida. Aunque no hay pruebas de que haya sido Hipócrates quien lo inventó. En la Corona de Aragón era conocido como piment.
Se tomaba caliente[cita requerida] y era un remedio para los días fríos de invierno. En algunas recetas se cuenta que se tomaban fríos o, al menos, no calientes. En la actualidad se denomina así a cualquier vino condimentado con especies diversas. Una bebida similar, pero preparada con vino blanco es la clarea de vino.

## Variedades
Según Ruperto de Nola, existen diversas clareas de vino:
- Especias de clarea — Canela tres partes, clavos dos partes, jengibre una parte. Todo molido y pasado por un cedazo, y para una azumbre de vino blanco, pon una onza de especias con una libra de miel bien mezclado, y pasado por tu manga bien el peso del lienzo y pasado tantas veces hasta que salga claro el vino.
- Especias de ypocrás — Canela cinco partes, clavos tres partes, jengibre una parte. La mitad del vino ha de ser blanco y la mitad tinto. Y para una azumbre seis onzas de azúcar, mezclarlo todo y echarlo en una ollica vidriada. Y darle un hervor, cuando alce el hervor no más, y colarlo por tu manga tantas veces hasta que salga claro.